# Hyattella intestinalis
Hyattella intestinalis är en svampdjursart som först beskrevs av Jean-Baptiste Lamarck 1814.  Hyattella intestinalis ingår i släktet Hyattella och familjen Spongiidae. Inga underarter finns listade i Catalogue of Life.